# Biberacher Blutreiter
Die Biberacher Blutreiter waren ursprünglich eine am 16. August 1734 vom katholischen Rat der freien Reichsstadt Biberach an der Riß approbierte und konfirmierte ehemalige Blutreiterbruderschaft aus Oberschwaben. Heute sind die Biberacher Blutreiter eine Gruppe der katholischen Gesamtkirchengemeinde der Stadt. Höhepunkt des Jahres für die Blutreitergruppe ist der Ritt zur größten Reiterprozession Europas, dem Blutritt in Weingarten am Blutfreitag, dem Tag nach  Christi Himmelfahrt. Die Blutreiter nehmen auch an weiteren Blutritten nach Bad Wurzach und Gutenzell teil.

## Geschichte

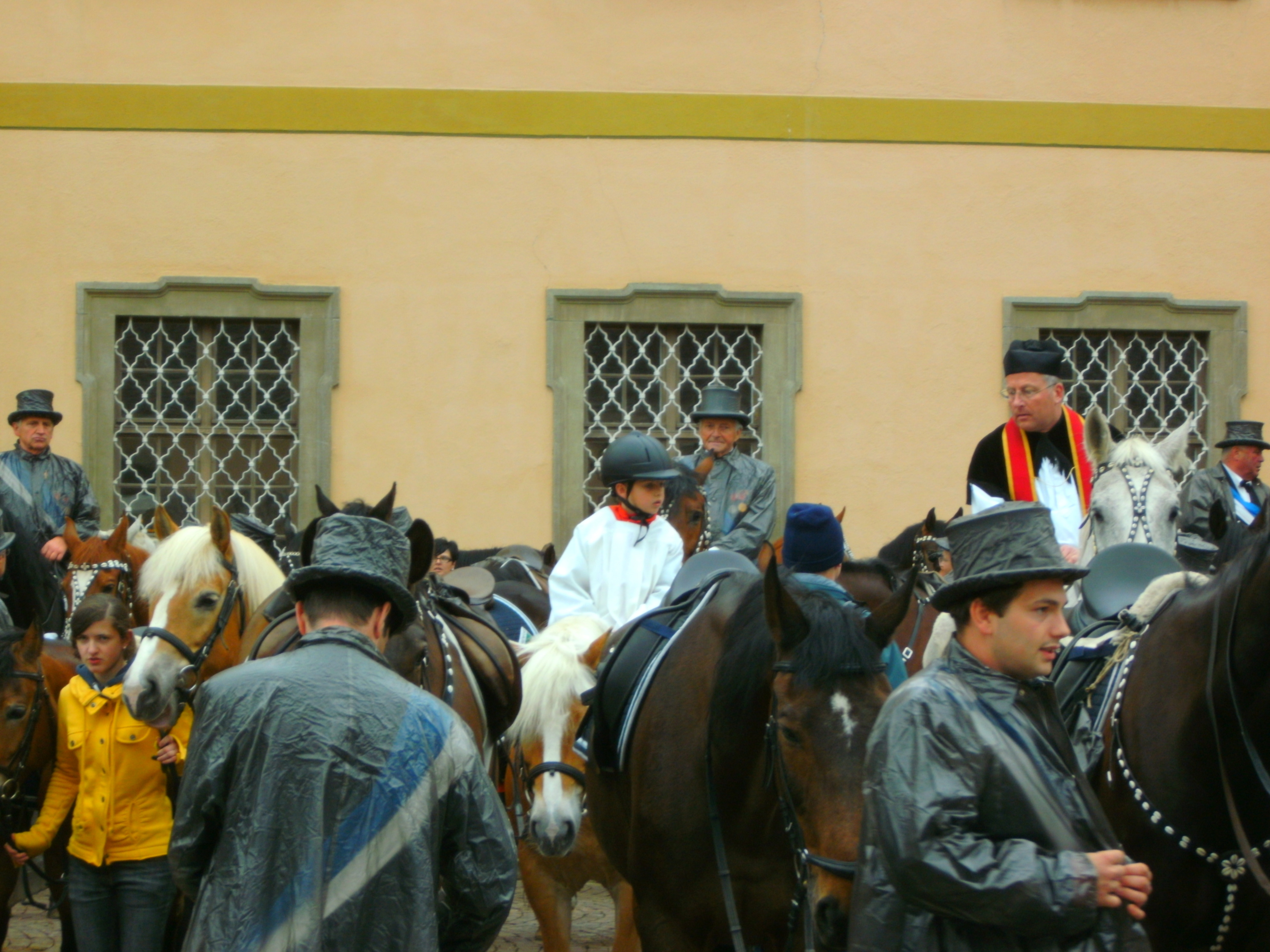
Blutreiter, Pfarrer und Ministrant

Laut einer Reitordnung vom 16. August 1734 approbierte und bestätigte der katholische Rat der Stadt eine Gruppe von Reitern, die sich von nun an Blutreiter nannten. 
Am 22. August 1734 unternahm der damalige Gerichtsassessor der Stadt Johann Baptist Ludwig Lutz einen Werberitt in die umliegenden Ortschaften. In den Dörfern Baustetten, Burgrieden und Bühl gewann er achtzehn Blutreiter. Er unternahm noch siebzig weitere „Anwerbereisen“. Nach ersten Erfolgen kamen auch Rückschläge. Von den gewonnenen einhundertvierundsiebzig Reitern schieden bald siebenundsechzig wieder aus.
Am 19. Mai 1735 um vier Uhr morgens fand der erste Blutritt der Gruppe nach Weingarten statt. Insgesamt brachen zwei je sechzig Mann starke Reiterkompanien aus Biberach auf. Alle Reiter trugen die gleiche Uniform. Noch am 16. Mai 1735 hatte der Guardian der Kapuziner, Pater Seraphin, die Standarten und das Kreuz gesegnet, das die Reiter beim Blutritt immer noch mit sich führen. Das fünffach verstärkte Kreuz ist auch das Kreuz des päpstlichen Ritterordens vom Heiligen Grab zu Jerusalem. Dieses Kreuz trug Gottfried von Bouillon als Heerführer beim Ersten Kreuzzug nach Jerusalem, weshalb es auch Jerusalemkreuz genannt wird. Auf der Satteldecke der Reiter ist das Malteserkreuz zu sehen. 
Mit der seit 1994 geltenden Ausnahme in Bezug auf Mädchen bis zum Alter von 14 Jahren, sofern sie Ministrantinnen sind, dürfen beim Weingartner Blutritt keine Frauen mitreiten. Im Jahre 2009 stellten die Ravensburger Blutreiter die größte Reitergruppe mit 106 Reitern und konnten erstmals seit 1911 wieder einmal die Prozession anführen.

## Auszug aus den Blutreiterstatuten von 1734
- (2) „Jedes Mitglied der Bruderschaft soll sich des Schwörens, der Gotteslästerung und des unerlaubten Spielens enthalten.“
- (4) „Ein jeder Rittmeister soll die ihm anvertrauten Uniformen in den zugehörigen Kisten aufheben, sie im Jahre etliche Mal visitieren und sonnen.“
- (9) „Das Schießen während des Marsches ist verboten. Wollen aber Liebhaber doch schießen, so soll es im Walde geschehen.“
- (11) „Es soll sich keiner ohne Erlaubnis seines Rittmeisters von der Kompanie entfernen.“